# Santiago Aliques Bermúdez
Santiago Aliques Bermúdez (c. 1900-1941) fue un delincuente y anarquista español, conocido por su papel en la Guerra civil.

## Biografía
Era un criminal con un largo historial de delitos, habiendo sido condenado en 1925 a más ocho años de prisión. Poco después del estallido de la Guerra civil fue liberado de prisión. Formó parte de la «checa» del cine Europa, dirigida por Felipe Sandoval. Llegó a dirigir el llamado «Grupo de Defensa», responsable de cientos de asesinatos en los alrededores de Madrid. El propio Aliques intervino personalmente en algunos asesinatos. También estuvo relacionado con los sucesos de la Matanza de la cárcel Modelo de Madrid, que se saldaron con varias decenas de asesinatos. Posteriormente, durante la contienda fue comisario del primer batallón de la 109.ª Brigada Mixta. Detenido por los franquistas al final de la contienda, fue juzgado, condenado a muerte y ejecutado en Madrid en 1941.